# شاردا
شاردا (به انگلیسی: Sharda) یک منطقهٔ مسکونی در پاکستان است که در ناحیه نیلم واقع شده‌است.